# フェルナンデス・ZO-3
ZO-3（ZO SERIES）（ゾーサン）はフェルナンデス社から発売されているアンプ・スピーカー内蔵エレクトリックギター、ベースギターの名称。

## 概要
名前の由来は、ボディ・ネック・ヘッドのシルエットが象を横から見たような形をしていることからである。ヘッド・ネックが鼻、スピーカーが耳、電源ランプが目にあたる。アメリカなど、一部国外では「Nomad（ノマド）」の名称で販売されていた。
1989年に日本で開発、1990年に販売開始。丸みのある独特なデザインに加え、子供でも持てるくらい小型で軽量であり、「お座敷ギター」として手軽に持ち運び演奏できる事で人気を博した。2018年時点でシリーズ累計35万頭以上の売上げを記録し「世界で一番売れたギター」とも称されている 。
多くのカラーバリエーションの他、ウルトラマン、ハローキティなど様々なキャラクターモデルも発表されており、店舗限定モデルや別注等で他のポピュラーなギターを模したモデルも多数存在する。ベースギターのZO-3 BASS（旧称PIE-ZO/ピエゾー）、トレモロユニットを搭載した芸達者、マルチエフェクターを搭載したDIGI-ZO（デジゾー）、さらにはダブルネック・ギターや7弦ギター、テルミンを搭載したものなど、幅広いバリエーションを持つ。
2001年に同型のフォルムを持つウクレレのZO-LELE、2007年にエレアコ仕様のZO-3Aも短期間ながら発売されていた。うちZO-LELEは2022年に仕様をグレードアップして復刻生産された。

## 仕様
- 9V電池(006P型)を内部にセットして、ギター本体のみで鳴らすことが可能。通常のエレキギターのように出力ジャックからシールドを介しアンプに接続して鳴らす事も可能である。ヘッドフォン用ミニジャックが付いており、ヘッドフォンでモニタリングもできる。
- 「芸達者」など一部モデルにはディストーションを内蔵しているもの[注 3] や、Y字型シールドでエフェクターを経由して内蔵スピーカーで鳴らすセンド／リターン機能を搭載している。
- ボディは小型だが、スケール長はフェンダーのムスタングやジャガーなどと同等の609mmショートスケールで、弦のテンションはやや緩めである。交換用として、通常のギター弦より長さの短いZO-3専用弦も発売されている。

## アーティストモデル
- hide（X JAPAN）
- 布袋寅泰
- はなわ
- 松浦亜弥

他

## キャラクターモデル
- PostPet
- ウルトラマン
- 仮面ライダー
- ハローキティ
- 快獣ブースカ
- パラッパラッパー
- ウンジャマ・ラミー
- スター・ウォーズ
- 阪神タイガース
- 読売ジャイアンツ
- コカコーラ
- リラックマ
- ミッキーマウス
- ケロロ軍曹
- デビルマン
- セイバー（Fate/stay night）
- 涼宮ハルヒ（涼宮ハルヒの憂鬱） - イタリアギターズ モンディアル・クラシックを模したモデルでもある。
- すーぱーそに子（ニトロプラスオリジナルキャラクター）
- エドワード・エルリック、ロイ・マスタング（鋼の錬金術師）
- くまモン
- ピカチュウ（ポケットモンスター)

他

## 他のギターを模したモデル
- ZO-3ST（ストラトキャスター）
- テレキャスター
- レスポール
- フライングV
- EDS-1275（ダブルネック・ギター）

他